# Metaparaclius subapicalis
Metaparaclius subapicalis är en tvåvingeart som beskrevs av Becker 1922. Metaparaclius subapicalis ingår i släktet Metaparaclius och familjen styltflugor. Inga underarter finns listade i Catalogue of Life.